# Cheiramiona jocquei
Cheiramiona jocquei là một loài nhện trong họ Miturgidae.
Loài này thuộc chi Cheiramiona. Cheiramiona jocquei được miêu tả năm 2003 bởi Lotz.